# Gare centrale de Lviv
Pour les articles homonymes, voir Gare centrale.
La gare centrale de Lviv (en ukrainien : Головний залізничний вокзал, Holovnyï zaliznytchnyï vokzal) est une gare ferroviaire située dans la ville de Lviv, capitale administrative de l'oblast de Lviv, en Ukraine. Elle est, historiquement, la première gare de l'Ukraine moderne. Elle est située dans la partie ouest de la ville.
La gare date de 1861, mais l'édifice actuel, qui possède de nombreuses pièces d'architecture Art nouveau, n'a été construit qu'en 1904.

## Situation ferroviaire
La gare est exploitée par Lviv Railways, partie de Ukrzaliznytsia.

## Histoire
Elle fait partie de la ligne de Chemin de fer Lemberg-Czernowitz-Jassy créée en 1864 par l'empire d'Autriche.

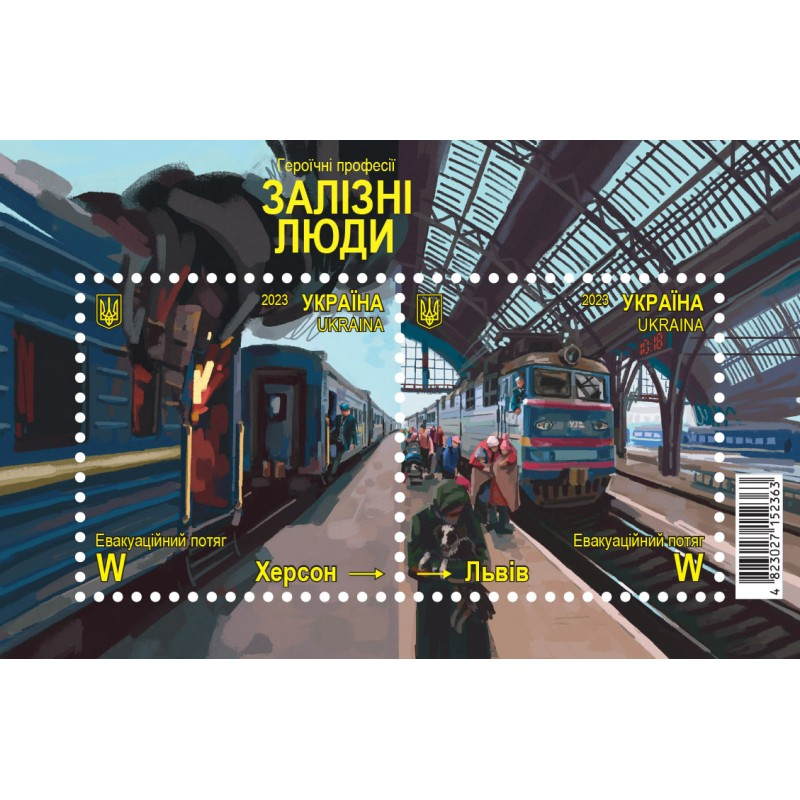
Timbre Métiers héroïques. Des hommes de fer de 2023 en hommage à l'usage du Train d'évacuation. Kherson → Lviv.

## Service des voyageurs

### Accueil
La gare possède cinq quais, dont trois quais centraux et deux quais latéraux.

### Desserte
Elle est desservie par des lignes tant nationales que régionales, ainsi que par des trains de banlieue.

### Intermodalité
La gare est desservie par plusieurs types de transport en commun. La place Dvirceva, située à proximité de la gare, est le terminus de la ligne 1, 6, 9 et 9a du tramway de Lviv, ainsi que des lignes de bus numéro 2, 18, 66, 67.